# Янаки Гелев
Янаки Гелев е български учител, деец на късното Българско възраждане в Македония.

## Биография
Янаки Гелев е роден през 1862 година в костурското село Бобища, тогава в Османската империя, днес Верга, Гърция. В 1889 година завършва с четвъртия випуск на българската гимназия в Солун. В 1890 година се записва да следва право в Юридическия факултет на Цариградския университет като екзархийски стипендиант. Докато е студент е учител в 1891 - 1892 година в Българското духовно училище в Цариград, като същевременно преподава и в четирикласното българско училище във Фенер. Завършва Юридическия факултет в 1895 година и става преводач по турски език в Училищния отдел на Екзархията. От 1896 година е помощник-капукехая, а в 1897 година е капукехая на Българската екзархия. Преподава в различни места в Македония. В 1901 - 1902 година преподава в Сярското българско педагогическо училище. След Солунските атентати от 1903 година, като секретар на Сярската българска община е арестуван под въздействие на гърците. През 1903 - 1904 година преподава в третокласното българско училище в Цариград. От 1906 година отново е помощник-капукехая на Екзархията, а от 1908 година - капукехая. След Балканските войни, в края на ноември 1913 година заедно с екзарх Йосиф Ι се изселва в София. Работи като адвокат.
Умира в 1938 година в София. Оставя спомени за екзарх Йосиф.